# Ansambel Roka Žlindre
L'Ansambel Roka Žlindre è un gruppo musicale folk sloveno formato a Sodražica nel 2005.
Hanno rappresentato la Slovenia all'Eurovision Song Contest 2010 con il brano Narodnozabavni rock, in collaborazione con i Kalamari.

## Carriera
L'Ansambel Roka Žlindre ha partecipato al festival Graška Gora poje in igra nel 2006, 2007 e 2008, arrivando al secondo posto nelle prime due occasioni e vincendo il voto del pubblico il terzo anno, e nel 2007 si è esibito al festival di Dolenjske Toplice, dove ha vinto il 2º premio dal pubblico e il 3º premio dalla giuria. Hanno inoltre vinto il premio del pubblico al festival Večer slovenskih viž v narečju (2008), al festival Slovenska polka in valček (2009), e al festival di Ptuj (2009).
Il 20 e 21 febbraio 2010 hanno partecipato ad EMA, il processo di selezione del rappresentante sloveno per l'Eurovision, dove hanno vinto il televoto ottenendo il quintuplo dei voti della seconda classificata, Nina Pušlar. Hanno ripresentato la loro canzone Narodnozabavni rock, in collaborazione con i Kalamari, alla seconda semifinale dell'Eurovision Song Contest 2010, che si è tenuta a Oslo il successivo 27 maggio. Sono arrivati al 17º posto su 18 partecipanti con 6 punti ottenuti, non riuscendo a qualificarsi per la finale.
Nel 2011 il gruppo è andato in tournée in Canada e Stati Uniti. Nel 2015 hanno eseguito un concerto a Ribnica che è stato trasmesso in televisione su RTV Slovenija.

## Formazione
- Rok Žlindra – fisarmonica
- Boštjan Merhar – chitarra
- Rok Modic – basso
- Barbara Ogrinc – voce
- Kristjan Aries – voce

### Membri precedenti
- Toni Tomas Lovšin – chitarra
- Tadej Osvald – voce

## Discografia

### Album in studio
- 2007 – Najlepše je, kadar sva skupaj
- 2008 – Srce pa še vedno hrepeni
- 2010 – Del srca
- 2011 – Rokove najlepše
- 2015 – Lupčka mi je dala, mala

### Singoli
- 2010 – Narodnozabavni rock (con i Kalamari)